# Superliga Brasileira de Voleibol Masculino de 2003–04
A décima edição da Superliga Brasileira de Voleibol ocorreu na temporada 2003-04 foi um torneio realizado a partir de 6 de dezembro de 2003 até 17 de abril de 2004, com a participação de dez equipes, estas representando quatro estados.

## Participantes
Banespa/São Bernardo, São Bernardo/SP

 Bento Vôlei, Bento Gonçalves/RS

 Minas, Belo Horizonte/MG

 Náutico, Araraquara/SP

 Santo André, Santo André/SP

 São José, São José/SC

 Suzano, Suzano/SP

 UCS, Caxias do Sul/RS

 Ulbra/São Paulo, Canoas/RS

 Unisul, Florianópolis/SC

## Regulamento
- Fase Classificatória:A primeira fase da Superliga foi realizada com a participação de dez equipes. A competição foi dividida em duas fases. Na primeira, as equipes jogaram entre si, em turno e returno, realizando 18 partidas cada uma.

- Playoffs:As oito melhores colocadas avançaram às quartas-de-final(melhor de três jogos), obedecendo ao seguinte cruzamento: 1º x 8º, 2º x 7º, 3º x 6º e 4º x 5º, em playoffs melhor de três jogos.

As quatro equipes vencedoras avançaram às semifinais (melhor de cinco jogos), respeitando o seguinte critério: o vencedor do jogo entre o 1º e o 8º enfrentará o do jogo entre o 4º e o 5º, e o ganhador da partida entre o 2º e o 7º terá pela frente o do confronto entre o 3º e o 6º. Os dois times vencedores disputaram o título na final, também em uma série melhor de cinco jogos.

## Playoffs
|  | Quartas-de-final         | Quartas-de-final         | Quartas-de-final         | Quartas-de-final         | Quartas-de-final         |   |    | Semifinais                       | Semifinais                       | Semifinais                       | Semifinais                       | Semifinais                       | Semifinais                       | Semifinais                       |  |  | Final                    | Final                    | Final                    | Final                    | Final                    | Final                    | Final                    |
|  | 18 a 23 de março de 2004 | 18 a 23 de março de 2004 | 18 a 23 de março de 2004 | 18 a 23 de março de 2004 | 18 a 23 de março de 2004 |   |    | 27 de março a 3 de abril de 2004 | 27 de março a 3 de abril de 2004 | 27 de março a 3 de abril de 2004 | 27 de março a 3 de abril de 2004 | 27 de março a 3 de abril de 2004 | 27 de março a 3 de abril de 2004 | 27 de março a 3 de abril de 2004 |  |  | 10 a 17 de abril de 2004 | 10 a 17 de abril de 2004 | 10 a 17 de abril de 2004 | 10 a 17 de abril de 2004 | 10 a 17 de abril de 2004 | 10 a 17 de abril de 2004 | 10 a 17 de abril de 2004 |
|  |                          |                          |                          |                          |                          |   |    |                                  |                                  |                                  |                                  |                                  |                                  |                                  |  |  |                          |                          |                          |                          |                          |                          |                          |
|  | 1º                       | Ulbra/SPFC               | 3                        | 3                        | -                        |   |    |                                  |                                  |                                  |                                  |                                  |                                  |                                  |  |  |                          |                          |                          |                          |                          |                          |                          |
|  | 8º                       | Shopping ABC/S.André     | 1                        | 0                        | -                        |   |    |                                  |                                  |                                  |                                  |                                  |                                  |                                  |  |  |                          |                          |                          |                          |                          |                          |                          |
|  | 8º                       | Shopping ABC/S.André     | 1                        | 0                        | -                        |   | 1º | Ulbra/SPFC                       | 3                                | 3                                | 3                                | -                                | -                                |                                  |  |  |                          |                          |                          |                          |                          |                          |                          |
|  |                          |                          |                          |                          |                          |   | 1º | Ulbra/SPFC                       | 3                                | 3                                | 3                                | -                                | -                                |                                  |  |  |                          |                          |                          |                          |                          |                          |                          |
|  |                          | 4º                       | Wizard/Suzano            | 0                        | 2                        | 0 | -  | -                                |                                  |                                  |                                  |                                  |                                  |                                  |  |  |                          |                          |                          |                          |                          |                          |                          |
|  | 4º                       | 4º                       | Wizard/Suzano            | 0                        | 2                        | 0 | -  | -                                | Wizard/Suzano                    | 3                                | 1                                | -                                |                                  |                                  |  |  |                          |                          |                          |                          |                          |                          |                          |
|  | 4º                       |                          |                          |                          |                          |   |    |                                  | Wizard/Suzano                    | 3                                | 1                                | -                                |                                  |                                  |  |  |                          |                          |                          |                          |                          |                          |                          |
|  | 5 º                      | Banespa/Mast./S.Bernardo | 2                        | 3                        | -                        |   |    |                                  |                                  |                                  |                                  |                                  |                                  |                                  |  |  |                          |                          |                          |                          |                          |                          |                          |
|  |                          |                          |                          |                          |                          |   |    |                                  |                                  |                                  |                                  |                                  |                                  |                                  |  |  | 1º                       | Ulbra/SPFC               | 0                        | 0                        | 0                        | -                        | -                        |
|  |                          |                          | 2º                       | Unisul                   | 3                        | 3 | 3  | -                                | -                                |                                  |                                  |                                  |                                  |                                  |  |  |                          |                          |                          |                          |                          |                          |                          |
|  | 2º                       | Unisul                   | 3                        | 3                        | -                        |   |    |                                  |                                  |                                  |                                  |                                  |                                  |                                  |  |  |                          |                          |                          |                          |                          |                          |                          |
|  | 7º                       | Intelbrás/São José       | 0                        | 1                        | -                        |   |    |                                  |                                  |                                  |                                  |                                  |                                  |                                  |  |  |                          |                          |                          |                          |                          |                          |                          |
|  | 7º                       | Intelbrás/São José       | 0                        | 1                        | -                        |   | 2º | Unisul                           | 3                                | 3                                | 3                                | -                                | -                                |                                  |  |  |                          |                          |                          |                          |                          |                          |                          |
|  |                          |                          |                          |                          |                          |   | 2º | Unisul                           | 3                                | 3                                | 3                                | -                                | -                                |                                  |  |  |                          |                          |                          |                          |                          |                          |                          |
|  |                          | 3º                       | Telemig Celular/Minas    | 2                        | 0                        | 0 | -  | -                                |                                  |                                  |                                  |                                  |                                  |                                  |  |  |                          |                          |                          |                          |                          |                          |                          |
|  | 3 º                      | 3º                       | Telemig Celular/Minas    | 2                        | 0                        | 0 | -  | -                                | Telemig Celular/Minas            | 0                                | 3                                | 3                                |                                  |                                  |  |  |                          |                          |                          |                          |                          |                          |                          |
|  | 3 º                      |                          |                          |                          |                          |   |    |                                  | Telemig Celular/Minas            | 0                                | 3                                | 3                                |                                  |                                  |  |  |                          |                          |                          |                          |                          |                          |                          |
|  | 6 º                      | Bento/Union PacK         | 3                        | 0                        | 0                        |   |    |                                  |                                  |                                  |                                  |                                  |                                  |                                  |  |  |                          |                          |                          |                          |                          |                          |                          |